# (38450) 1999 TH
1999 TH (asteroide 38450) é um asteroide da cintura principal. Possui uma excentricidade de 0.15008730 e uma inclinação de 0.38548º.
Este asteroide foi descoberto no dia 2 de outubro de 1999 por Paul G. Comba em Prescott.